# Perkʷunos

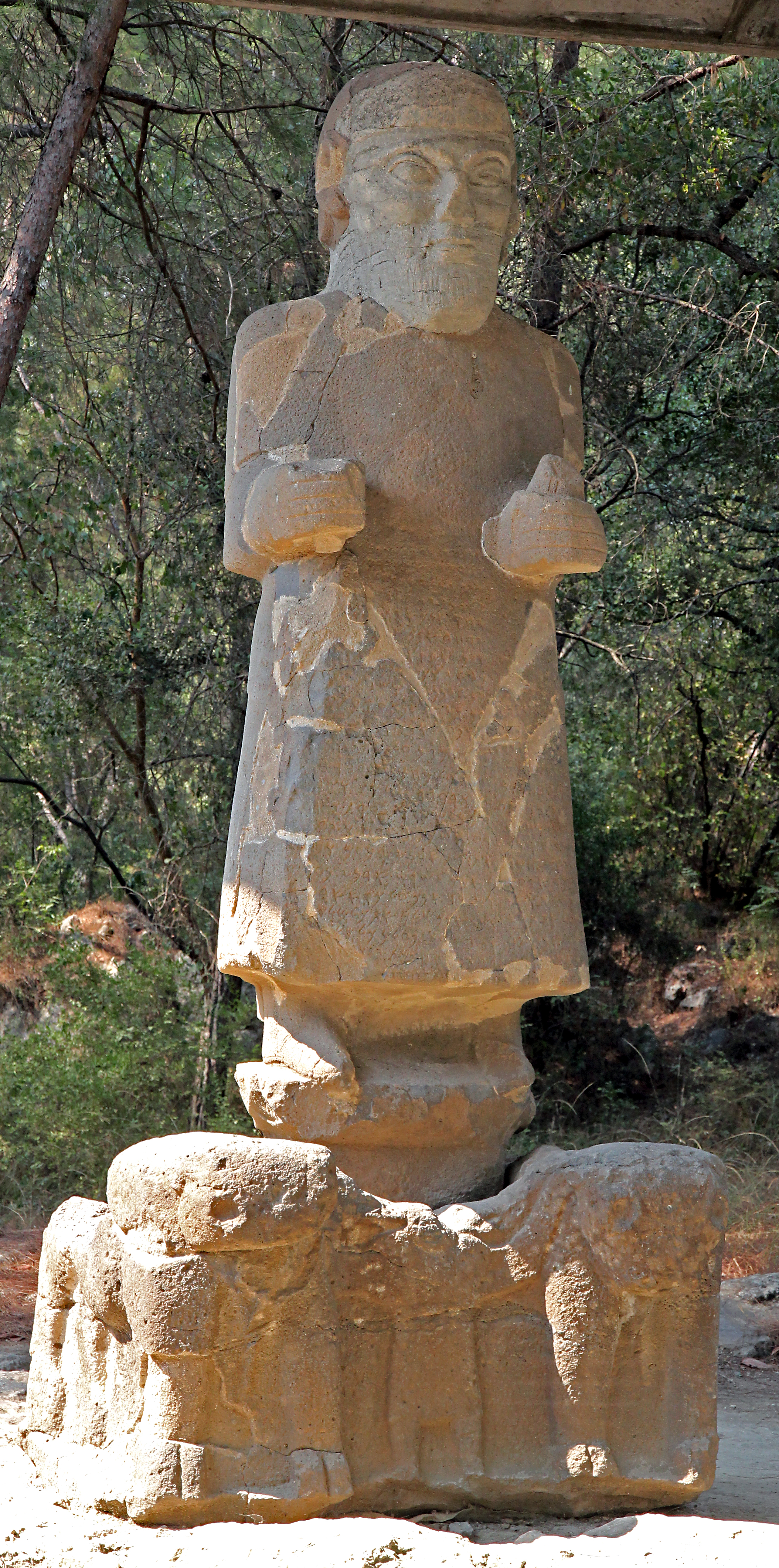

*Perkʷūnos, Perkunos чи Перку́нос («громовержець» ї «повелитель дубів») — бог-громовержець у протоіндоєвропейській релігії, який існував приблизно в четвертому тисячолітті до нашої ери. Реконструйований філологами та міфологами ХІХ ст. н.е. на основі порівняльного лінгвістичного та міфологічного дослідження різних індоєвропейських мов і традицій. Те, що індоєвропейці вірили в бога-громовержця, підтверджується характером реконструйованого пантеону, індоєвропейським словником, багатьма богами-громовержцями в записаних традиціях, їхніми характеристиками та частим мотивом битви між богом-громовержцем і дракона.

## Історія
Давній індоєвропейський бог Перквун панував над бурею, громом і дощем, і мав особливий зв’язок з дубами. Тому люди поклонялися йому через священні дуби. Він також волів жити в лісистих пагорбах або горах. Можливо, він мав бороду і віз (колісницю). Бог вважався могутнім, а його зброєю була громовиця. Іноді його представляли метафорично як бойовий молот або камінь. Він боровся з усіма видами істот які викликали хаос, посуху, смерть і бідність, такими як велетні та дракони. Тому бог гарантував порядок, життя та родючість. У різних традиціях вважається, що Перквун перетворився на дедалі більш значне божество. Іноді його ототожнювали з верховним богом або вважали його сином.
Індоєвропейський матеріал мав вплив й на сусідні неіндоєвропейські культури. Стародавні релігії Близького Сходу також розповідали про битву між богом-громовержцем і первісним драконом. Прослідковується схожіть між міфами слов’янськими, балтійськими, індоіранськими, скандинавськими. Крім того, є паралелі з грецькими та індійськими міфами.
Перквун зазвичай зображується таким, що тримає зброю: блискавку, палицю, молот, сокиру, зроблені з каменю чи металу. Володар грому і блискавки, мав як руйнівну, так й відроджувальну силу, оскільки часто асоціювався з плодоносними дощами. Також мав воза (колісницю) та наковальну і ковадло.

Асоціювався з дубом, дубовими гаями, горами й лісами.

## Теоніми
Наступні божества є спорідненими, що походять від Перквуна у індоєвропейських міфологіях:
- Індуїзм - Парджанья
- Нуристан - Парун (Паруней)
- Персія - Піран
- Хурити - Тешуб
- Хети - Таргунна
- Лувійці - Таргунт
- Скити - Пиркунас
- Українці - Перун
- Помор'я - Поренут
- Балти - Перкунас
- Кельти - Тараніс

та інші.